# Masdevallia olmosii
Masdevallia olmosii là một loài thực vật có hoa trong họ Lan. Loài này được Königer & Sijm mô tả khoa học đầu tiên năm 2003.